# Tunisia ai Giochi della XXVIII Olimpiade
La Tunisia partecipò ai Giochi della XXVIII Olimpiade, svoltisi ad Atene, Grecia, dal 13 al 29 agosto 2004, con una delegazione di 54 atleti impegnati in quattordici discipline.

## Risultati

### Calcio
- Uomini

| Atleta | Classifica |                    |
| --- | --- | ------------------ |
| V · D · M Nazionale olimpica tunisina · Calcio ai Giochi Olimpici Estivi 2004 1 Fadhel · 2 Boussaïdi · 3 Haggui · 4 Yahia · 5 Trabelsi · 6 Ragued · 7 Massaoued · 8 Bhairi · 9 Zitouni · 10 Mouelhi · 11 Ltaïef · 12 Ayari · 13 Ben Yahia · 14 Traoui · 15 Clayton · 16 Merdassi · 17 Jedidi · 18 Khalloufi · CT : Labidi | 12° |                    |
| Nazionale olimpica tunisina · Calcio ai Giochi Olimpici Estivi 2004 | |                    |
| 1 Fadhel · 2 Boussaïdi · 3 Haggui · 4 Yahia · 5 Trabelsi · 6 Ragued · 7 Massaoued · 8 Bhairi · 9 Zitouni · 10 Mouelhi · 11 Ltaïef · 12 Ayari · 13 Ben Yahia · 14 Traoui · 15 Clayton · 16 Merdassi · 17 Jedidi · 18 Khalloufi · CT: Labidi                                                                                | 1 Fadhel · 2 Boussaïdi · 3 Haggui · 4 Yahia · 5 Trabelsi · 6 Ragued · 7 Massaoued · 8 Bhairi · 9 Zitouni · 10 Mouelhi · 11 Ltaïef · 12 Ayari · 13 Ben Yahia · 14 Traoui · 15 Clayton · 16 Merdassi · 17 Jedidi · 18 Khalloufi · CT: Labidi | Tunisia (bandiera) |